# La Piñera (Morcín)
La Piñera es una parroquia del concejo asturiano de Morcín, en España. 

## Entidades de población
Comprende las entidades de El Vallin, Las Vegas de Cardeo, Ablanedo, Afilorio de Abajo, Afilorio de Arriba, Afilorio del Medio, La Alguera, Campo de la Iglesia, El Cogollo, Les Cortes, La Cuesta, Los Duernos, Llamuergu, Les González, Llavandera, Otero, El Río, y La Piñera.
El templo parroquial, está ofrecido a San Juan. Cuenta con una población de 261 habitantes.